# Plateresco

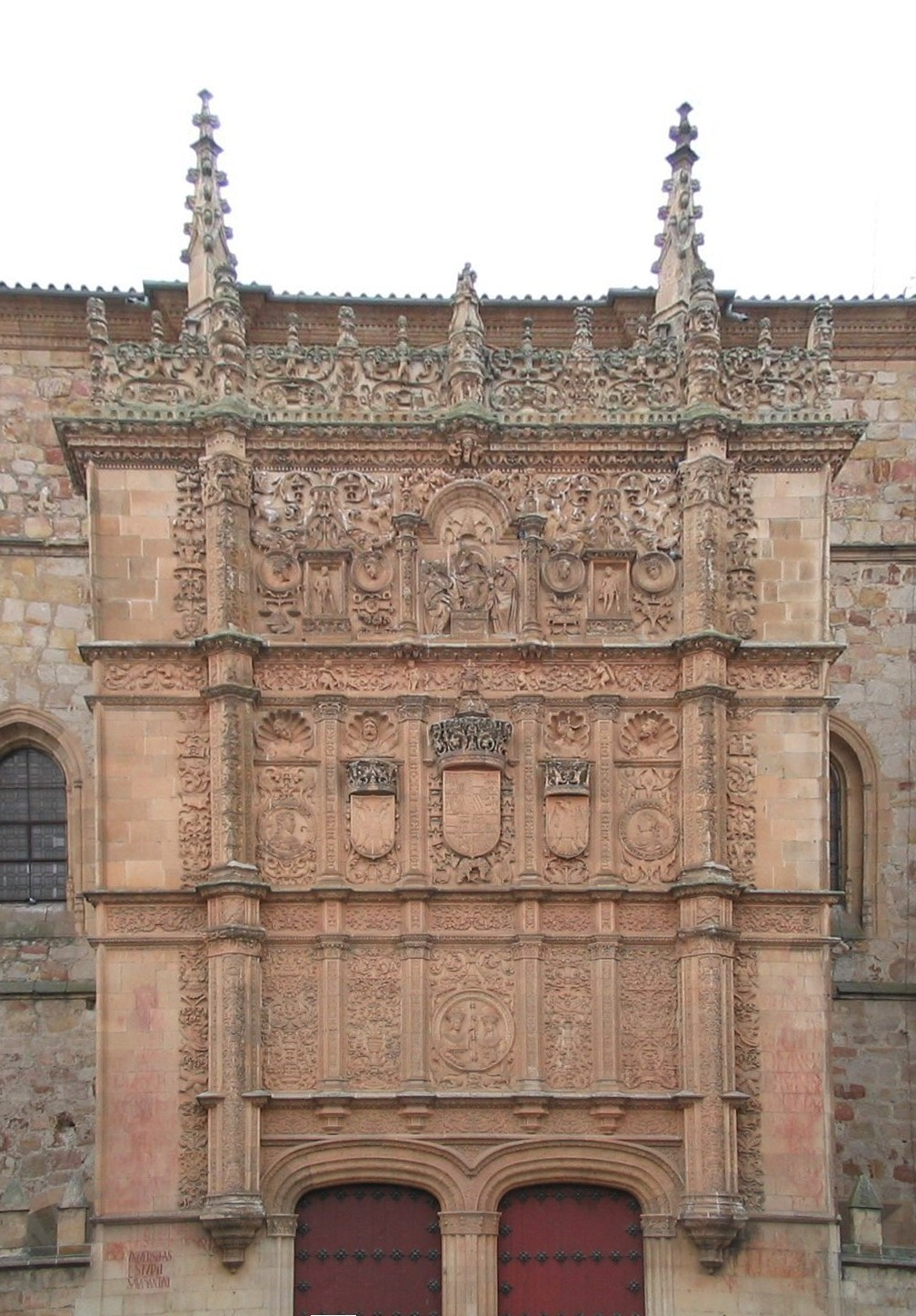
Universiteit van Salamanca

Plateresco verwijst naar de 15e- en 16e-eeuwse Spaanse bouwstijl, die wordt gekarakteriseerd door verfijnde aanwending van ornamenten in de architectuur. Deze stijl sloeg ook aan in de Spaanse koloniën in Amerika. De term 'plateresco' betekent "op de wijze van de zilversmid" (plata is het Spaanse woord voor zilver).
Het belangrijkste kenmerk van plateresco is de delicate toepassing van ornamenten. De stijl is hoofdzakelijk afgeleid van de laatgotische (flamboyante) bouwstijl in de Lage Landen, met name uit Brabant. Plateresco was de laatste fase van de gotiek in Spanje en ging vooraf aan de vormen die door de Italiaanse renaissance werden geïnspireerd.
Voorbeelden hiervan zijn: 
- de koninklijke kapel van de kathedraal van Granada,
- het paleis van Monterrey in Salamanca,
- de voorgevel van de universiteit van Salamanca,
- de Casa de las Conchas in Salamanca,
- de voorgevel van het convento de San Esteban in Salamanca,
- de voorgevel van de iglesia de San Pablo in Valladolid
- het hoofdportaal en de patio van het San Gregoriocollege in Valladolid,
- de voorgevel van het convento de San Marcos in León,
- de voorgevel van de universiteit van Alcalá de Henares,
- de voorgevel van het palacio del Infantado in Guadalajara,
- de voorgevel van de iglesia de Santa María la Real in Aranda de Duero,
- de voorgevel van de iglesia de Santo Tomás in Haro,
- de voorgevel van de universiteit van Oñati,
- de gevels van het stadhuis van Sevilla.